# Пикерсгилл, Фредерик Ричард
Фредерик Ричард Пикерсгилл (25 сентября 1820 — 20 декабря 1900) — английский художник и иллюстратор книг.
Фредерик был сыном художника Ричарда Пикерсгилла, и племянником известного портретиста Генри Уильяма Пикерсгилла. В 1840 году он был принят в училище  при Королевской академии художеств (Royal Academy Schools). Иллюстратор произведений Шекспира, Джона Мильтона и Эдгара Аллана По.
Он регулярно выставлялся в Королевской Академии художеств в период с 1839 по 1875 год.
В 1847 году его картина Похороны Гарольда украсила одно из помещений Британского парламента в Вестминстерском дворце. Также он написал несколько пейзажей, в которых чувствуется влияние прерафаэлитизма.
В 1856 году Пикерсгилл был сфотографирован Робертом Хоулеттом для серии портретов художников. Он был избран ассоциированным членом Королевской академии художеств в 1847 году и стал академиком в июне 1857 года. Вышел на пенсию в 1888 году. 

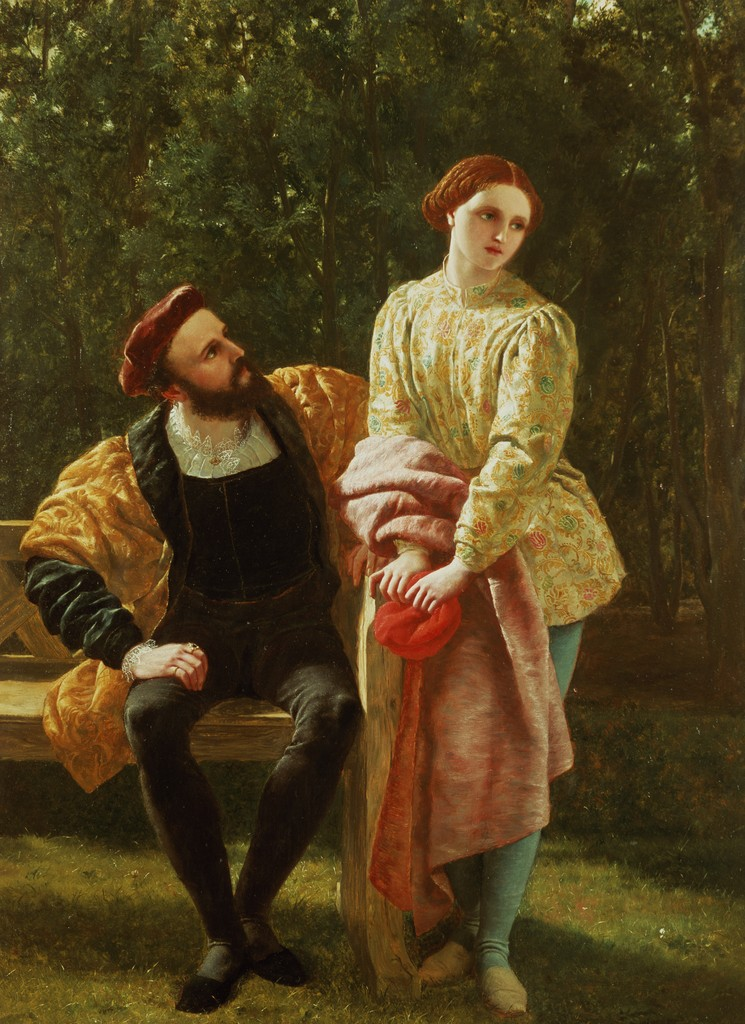
Орсино и Виола.